# Wolfgang Weber
Wolfgang Weber (Sławno, Polonia, 26 de junio de 1944) es un Exfutbolista alemán, jugó como defensa en el Colonia de la Bundesliga de Alemania.

## Biografía
En sus cincuenta y tres partidos internacionales solo logró dos goles. El segundo de ellos, no obstante, pudo llegar a ser de oro. En la final del campeonato del mundo de 1966 disputado en Inglaterra, Weber consiguió poco antes de terminar el tiempo reglamentario el 2-2, aunque Alemania acabó perdiendo en la prórroga(2-4). Con el Colonia, Weber se proclamó campeón de la Bundesliga en 1964 y de copa en 1968, mientras que con la selección alemana consiguió un tercer puesto en mundial de 1970 celebrado en México y el subcampeonato en el de 1966.
Una vez retirado, fue entrenador en Werder Bremen (el más joven de la Bundesliga) antes de convertirse en 1980 en representante de una empresa de artículos deportivos.

## Palmarés
Como jugador de club:
Bundesliga : 1964 , 1978
Copa de Alemania :   1968, 1977, 1978
Como jugador de selección:
Mundial: 1970
- Datos: Q509064
- Multimedia: Wolfgang Weber (footballer) / Q509064